# Love Books Love Series
Love Books Love Series (trascritto in thailandese anche come เลิฟบุกส์เลิฟซีรีส์) è una serie televisiva antologica thailandese trasmessa sulla rete GMM 25 nel 2017. Le quattro stagioni di cui è composta sono autoconclusive e hanno dei veri e propri titoli, "Mister Daddy", "Secret & Summer", "The Seven Year Itch 7" e "Dark Fairy Tale", tutte ispirate agli omonimi romanzi.

## Personaggi e interpreti

### Principali
- Phrib Phab Daw (stagione 1), interpretata da Sarannat Praduquyamdee "Vivi".
- Phuchi (stagione 1), interpretato da Vorakorn Sirisorn "Kang".
- Summer (stagione 2), interpretata da Lapassalan Jiravechsoontornkul "Mild".
- Secret (stagione 2), interpretato da Pathompong Reonchaidee "Toy".
- Ram Bei (stagione 3), interpretato da Jirayu La-ongmanee "Kao".
- Lotus (stagione 3), interpretata da Chanchalerm Manasaporn "Proy".
- Austin (stagione 4), interpretato da Sattaphong Phiangphor "Tao".
- Grass (stagione 4), interpretata da Chutimon Chuengcharoensukying "Aokbab".

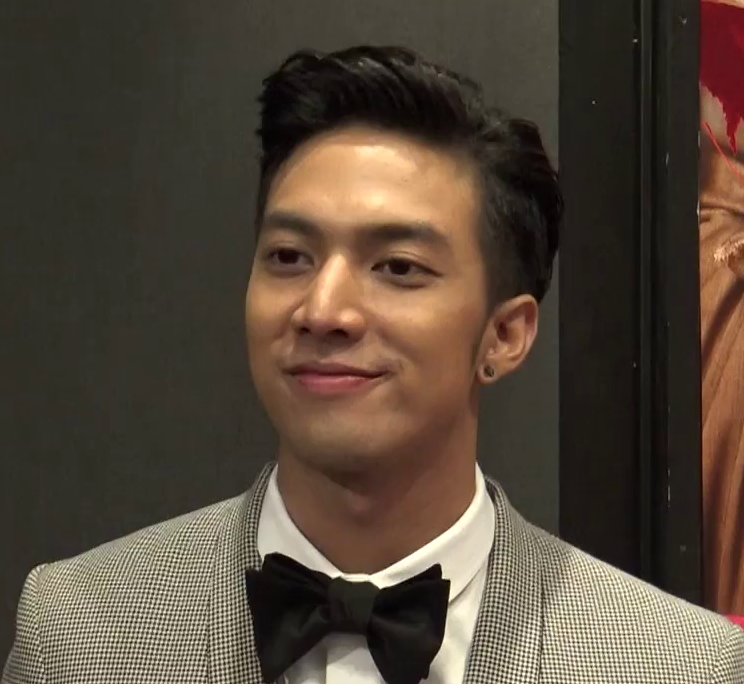
Vorakorn Sirisorn
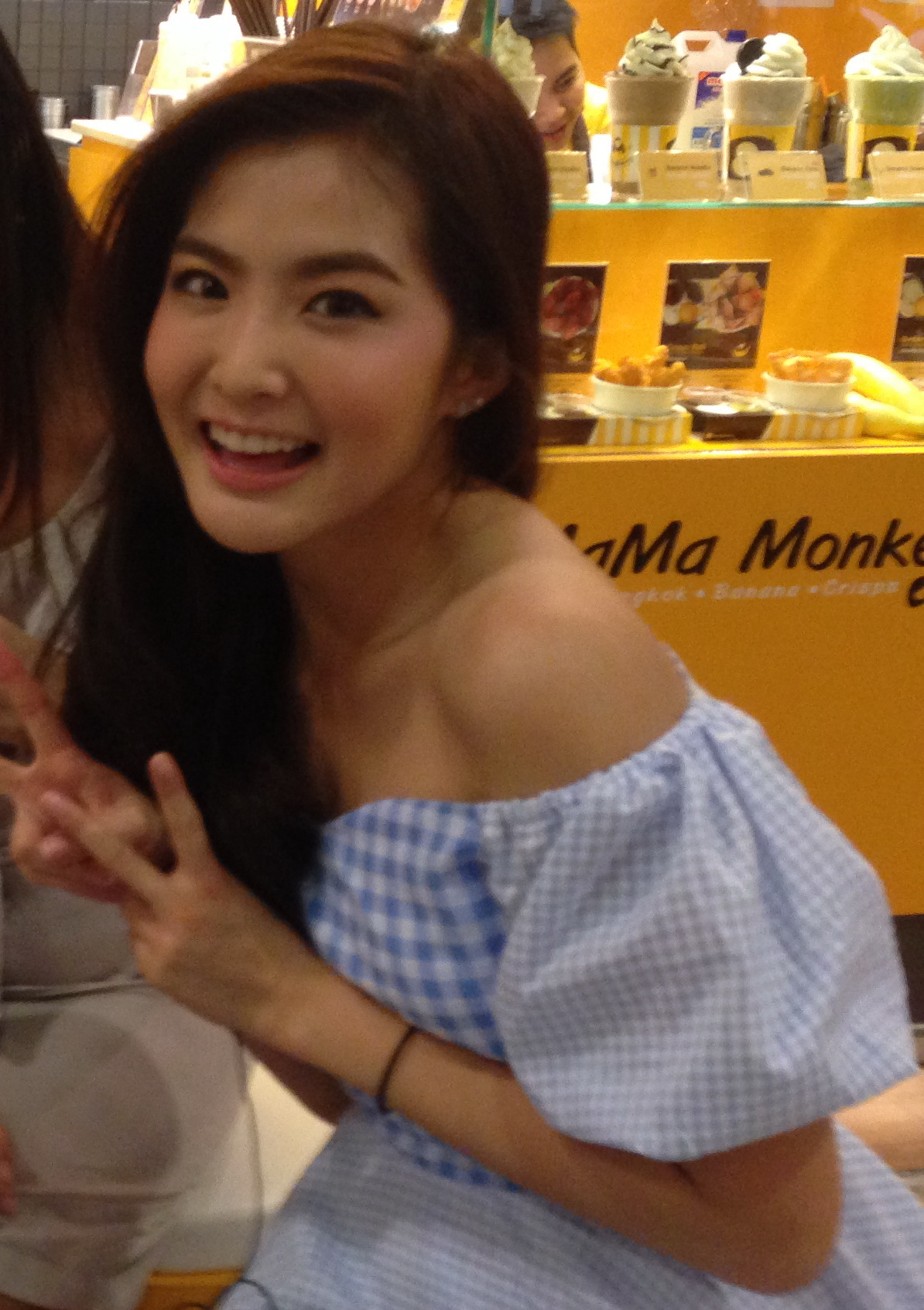
Lapassalan Jiravechsoontornkul
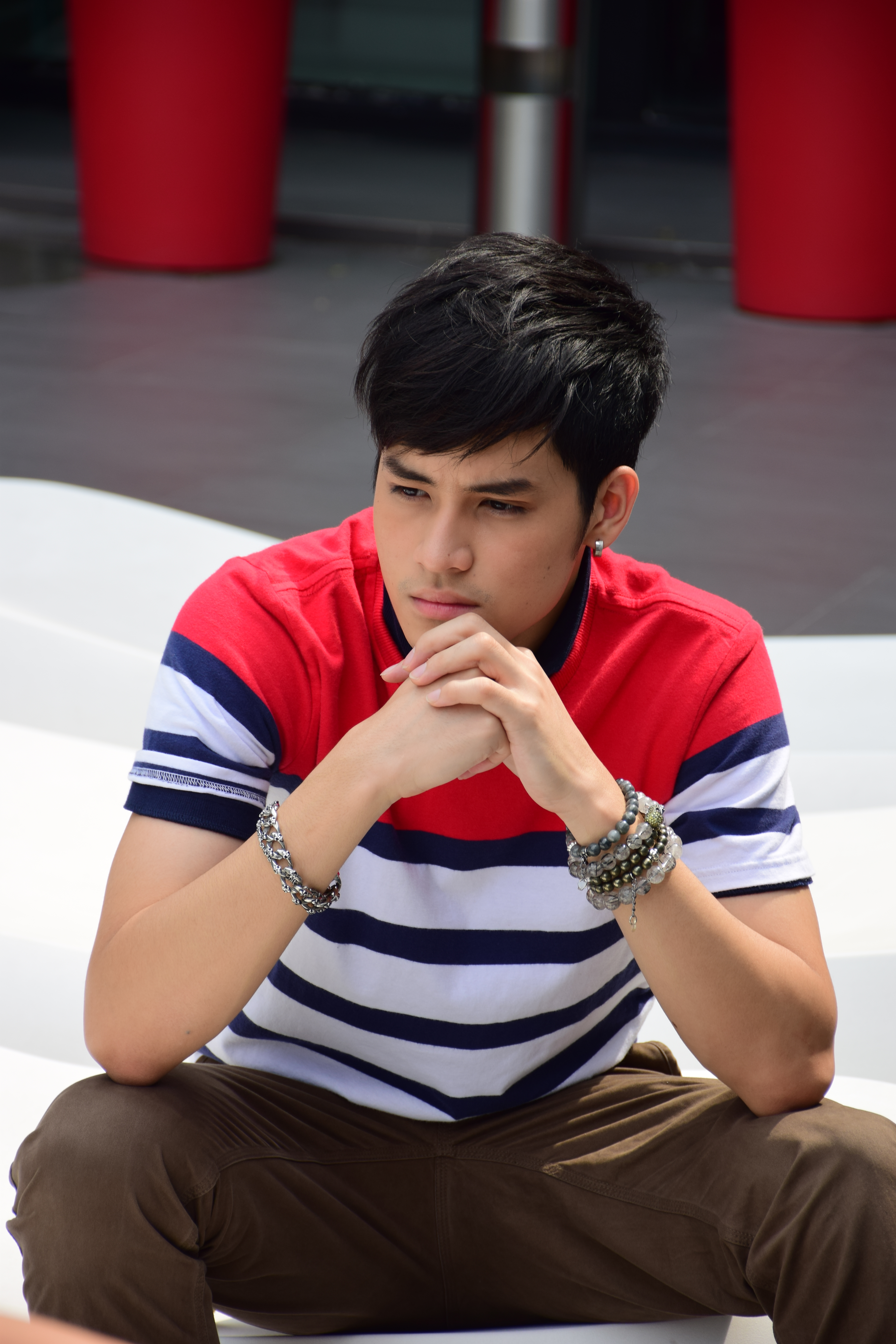
Jirayu La-ongmanee

### Ricorrenti
- Thorn (stagione 1), interpretato da Krittawat Aekkachai "Non Guitarblue".
- Ferm (stagione 1), interpretato da Natakit Nanthapanich "Kit".
- Sandi (stagione 1), interpretata da Soraya Titawasira "Smile.
- Fey (stagione 1), interpretata da Sarunchana Apisamaimongkol "Aye".
- Point (stagione 2), interpretato da Pronpiphat Pattanasettanon "Plustor".
- Silver (stagione 2), interpretato da Thawat Pornrattanaprasert "Earth".
- Hong Fey (stagione 3), interpretato da Nutthasit Kotimanuswanich "Best".
- Natal (stagione 4), interpretata da Arachaporn Pokinpakorn "Goy".
- Mei (stagione 4), interpretata da Natathida Damrongwisetphanit "Pear".
- Hli Hli (stagione 4), interpretata da Suttatip Wutchaipradit "Ampere".

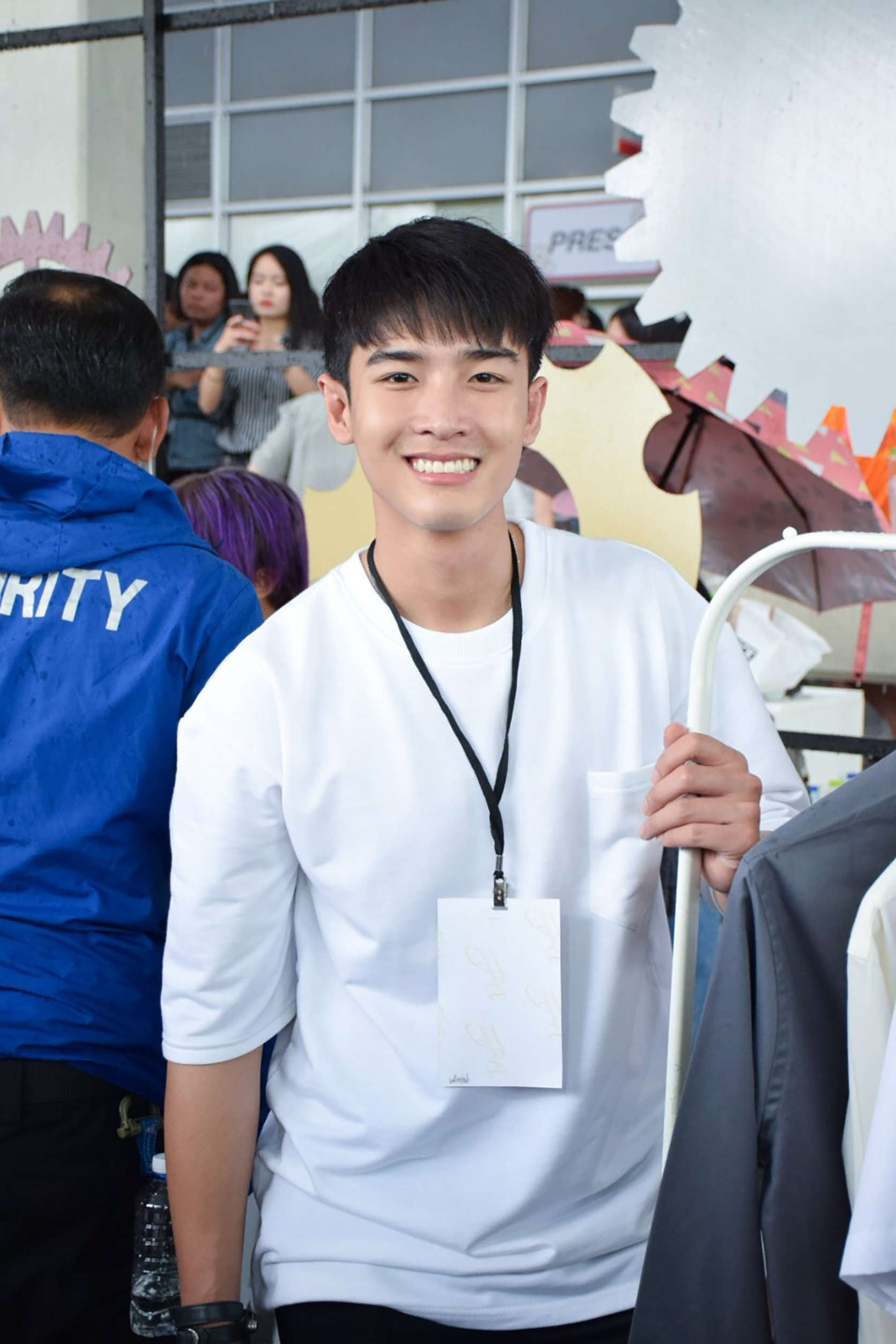
Pronpiphat Pattanasettanon
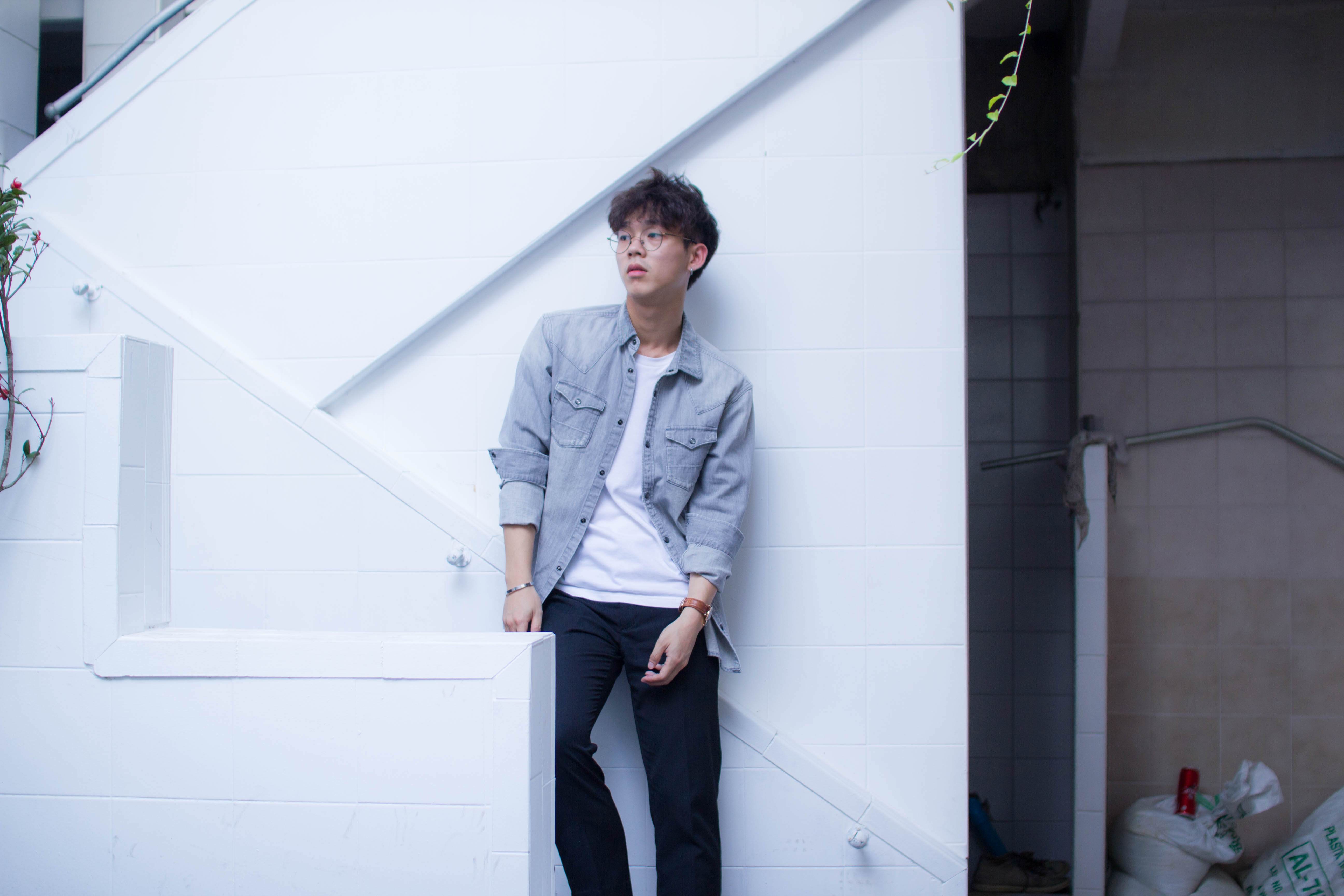
Nutthasit Kotimanuswanich

## Episodi
| Stagione         | Episodi | Prima TV |
| ---------------- | ------- | -------- |
| Prima stagione   | 4       | 2017     |
| Seconda stagione | 4       | 2017     |
| Terza stagione   | 4       | 2017     |
| Quarta stagione  | 4       | 2017     |